# وجه وصفی
وجه وصفی (انگلیسی: Participle) حالتی از فعل است که در جمله برای تغییر دادن حالت اسم، گروه اسمی، فعل یا گروه فعلی استفاده می‌شود و از این رو نقشی شبیه صفت یا قید را بازی می‌کند و یکی از انواع فعل‌های مجهول است. این اصطلاح در زبان انگلیسی از واژه لاتین participium ریشه می‌گیرد، یک گرته‌برداری از واژه یونانی metochḗ به معنی سهم‌گیری یا اشتراک‌گذاری (partaking یا participate). دلیل این نامگذاری این است که برخی از وجه‌های وصفی زبان یونانی باستان و زبان لاتین برخی از رده‌های صفت یا اسم (جنسیت، شمار، حالت دستوری) و برخی از آن‌ها که برای فعل هستند (زمان و جهت فعل) را «به اشتراک» گذاشتند.
وجه وصفی ممکن است در برخی زبان‌ها مطابق با جهت فعال (وجه وصفی فعال) باشد زمانی که اسم موصوف (اسم تغیر یافته)، فاعل حرکتی ست که فعل به آن اشاره دارد. یا ممکن است مطابق با جهت گذرا (وجه وصفی گذرا) باشد یعنی زمانی که موصوف، مفعول به است. وجه وصفی در زبان‌های خاص معمولاً همراه با نمودها یا زمان‌های فعلی معین نیز استفاده می‌شود. دو نوع از وجه وصفی در زبان انگلیسی طبق قواعد سنتی با این عنوان می‌باشند: وجه وصفی حال یا وجه وصفی معلوم (همچون writing و raising که به عنوان اسم مصدر و اسم فعلی (مشتق) نیز کاربرد دارند) و وجه وصفی گذشته یا اسم مفعول (همچون written و raised، وجوه وصفی باقاعده درست مثل موارد بی قاعده حالت یکسانی از زمان گذشته معلوم و متناهی را دارند).
در برخی زبان‌ها، وجه وصفی می‌تواند به شکل زائد از زمان‌ها، نمودها یا جهت‌های ترکیبی فعل استفاده شود. برای مثال، یکی از استفاده‌ها در وجه وصفی حال انگلیسی، توصیف نمود استمراری و پیشرو است (John is working) در حالی که وجه وصفی گذشته می‌تواند در توصیف نمود کامل و جهت گذرا استفاده شده باشد (Anne has written و Bill was killed).
یک گروه یا عبارت فعلی بر اساس یک وجه وصفی ست و کاربرد وجه وصفی را عبارت وصفی (participle phrase یا participial phrase که participial صفت مشتق شده از participle است) گویند. برای مثال، looking hard at the sign (متمرکز شدن روی هدف که در جمله می‌تواند متمرکز شده روی هدف نیز باشد) و beaten by his father (کتک خورده از پدرش) عبارات وصفی ای هستند که به ترتیب بر اساس وجه وصفی حال انگلیسی و وجه وصفی گذشته انگلیسی ساخته شده‌اند. به طور کلی عبارات وصفی به یک نهاد گرامری معلوم نیاز ندارند از این رو همچون یک عبارت فعلی، می‌تواند یک فراکرد (بند یا جمله ساده) کامل را بسازد (که یکی از انواع بندهای مجهول است). همین‌طور، ممکن است به آن بند وصفی نیز گویند (گاهی ممکن است یک بند وصفی شامل یک نهاد نیز باشد همچون ترکیب مطلق فاعلی مثل The king having died و غیره).
در دستور زبان فارسی فعل وصفی اینگونه است که فعلِ میانِ جمله را به شکل صفت مفعولی (= بن ماضی+ه) می‌آورند و بدون «واو» عطف آن را به جزء آخر جمله متصل می‌کنند و فعل آخر جمله، ارزش فعل وصفی را مشخص می‌کند. فعل وصفی در متون کهن و نوشته‌های ادبی معاصر بسیار به کار رفته است.

## نکات
1. ↑  nonfinite verb
2. ↑  Grammatical gender
3. ↑  active voice
4. ↑  Passive voice
5. ↑  Patient (grammar)
6. ↑  Periphrasis
7. ↑  Continuous and progressive aspects
8. ↑  Perfect
9. ↑  Non-finite clause
10. ↑  Nominative absolute